# 8117 Yuanlongping
8117 Yuanlongping este un asteroid din centura principală de asteroizi.

## Descriere
8117 Yuanlongping este un asteroid din centura principală de asteroizi. A fost descoperit pe 18 septembrie 1996 la Xinglong în cadrul programului Beijing Schmidt CCD Asteroid Program. Asteroidul prezintă o orbită caracterizată de o semiaxă mare de 3,03 ua, o excentricitate de 0,11 și o înclinație de 10,5° în raport cu ecliptica.